# William Tyssen-Amherst, 1. Baron Amherst of Hackney

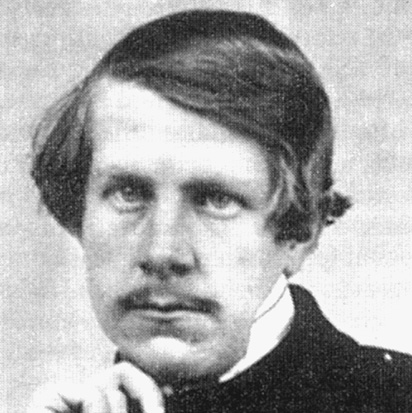
Lord Amherst of Hackney

William Amhurst Tyssen-Amherst, 1. Baron Amherst of Hackney (geborener Daniel-Tyssen, * 25. April 1835 in Narford Hall, Norfolk; † 16. Januar 1909 in London) war ein britischer Politiker (Conservative Party) und Sammler.
Er war der älteste Sohn von William George Daniel-Tyssen (1801–1885), Gutsherr von Foulden Hall in Norfolk, aus dessen Ehe mit Mary Fountaine († 1854). Er besuchte das Eton College und studierte am Christ Church College der Universität Oxford. Er heiratete 1856 Margaret Susan Mitford (1835–1919), die Tochter des Admirals Robert Mitford, Gutsherr von Narford Hall in Norfolk. Aus der Ehe gingen sieben Töchter hervor. 1877 änderte er seinen Familiennamen von „Daniel-Tyssen“ zu „Tyssen-Amherst“.
1866 amtiere er als High Sheriff von Norfolk. Er wurde mehrfach als Kandidat der Conservative Party ins britische House of Commons gewählt und saß dort von 1880 bis 1885 als Abgeordneter für West Norfolk und von 1885 bis 1892 für South-West Norfolk. Am 26. August 1892 wurde er als Baron Amherst of Hackney, in the County of London, zum erblichen Peer erhoben und wurde dadurch Mitglied des House of Lords. Zeitweise amtierte er jeweils als Friedensrichter für Norfolk, Middlesex und Westminster sowie als Deputy Lieutenant von Middlesex.
Tyssen-Amherst war bekannt als Sammler von Manuskripten, Inkunabeln und Büchern, antiken Möbeln und ägyptischen Kunstwerken. Sein Landsitz in Didlington Hall in Norfolk wurde zu einem Museum für seine Bibliothek und für seine berühmte und schnell wachsende ägyptische Sammlung, darunter die sogenannten Amherst Papyri. Er reiste häufig nach Ägypten und unterstützte dort tätige Ägyptologen wie Flinders Petrie oder Howard Carter. Als Landherr behandelte er seine über 300 Angestellten gut und großzügig. Es ist bekannt, dass er ungefähr 160 Hütten für sie baute und Geld in Schulen investierte, für den Erhalt von Kirchen in Didlington, Bodney, Langford und Cranwich spendete.
1906 stellte sich heraus, dass seine Ländereien und Geldanlagen, vor allem Grundbesitz in London, von seinem Vertrauten, Rechtsanwalt und Verwalter Charles Cheston veruntreut worden waren, der damit seine Spielleidenschaft finanzierte. Der Betrug war sehr gut verschleiert und kam erst nach dem Tod von Charles Cheston (1906) ans Licht, ebenso hatte Cheston hinter dem Rücken Teile der Sammlung unterschlagen und auf eigene Rechnung verkauft. Grundstücke wurden von Cheston im Namen Amhersts stark mit Hypotheken belastet, dafür verbuchte Cheston Mieteinnahmen. Zur Verschleierung der Betrügereien bezahlte Cheston Dividenden auf Vermögenswerte, die er bereits veräußert hatte. Es gab auch noch andere Opfer seiner Betrügereien. Cheston veruntreute £250,000 von Amherst persönlich, dazu noch £31,000 aus einem Trust Fund, für den Amherst persönlich haften musste. Die Anteilseigner verklagten ihn auf Herausgabe des Vermögens und er war gezwungen seine Sammlung zu verkaufen.
Seine Sammlung von Caxton-Drucken wurde an J. Pierpont Morgan verkauft. Die bedeutendsten Manuskripte und Bücher, darunter eine Gutenberg-Bibel, wurden bei zwei Auktionen 1908 und 1909 versteigert, die Kunstsammlung im Dezember 1908. Beim Verkauf zeigte sich, dass Amherst qualitativ hochwertige Objekte gesammelt hatte, die sich zu einem Mehrfachen des Einkaufspreises verkaufen ließen. Obwohl er für die Objekte gute Preise erzielte, reichte es nicht, um alle Verbindlichkeiten zu decken. Er hatte sein Vermögen und das Vertrauen seiner Investoren verloren. Die zeitgenössischen Quellen spekulierten, dass dieser harte Schicksalsschlag sein Ableben 1909 beschleunigt hat. Er erlebte die zweite Auktion nicht mehr.
Eine Mumie (no. EA48971) wurde nach seinem Tod von der Tochter Mary Rothes Margaret Cecil an das Britische Museum abgegeben, der Landsitz Didlington Hall mit 7.105 Acres Land wurde 1910 an Colonel Herbert Francis Smith verkauft. Die Papyri wurden 1913 im Ganzen an die Pierpont Morgan Library in New York verkauft, der Rest seiner ägyptischen Sammlung nach dem Tod von Mary im Juni 1921.
Amherst hatte sieben Töchter, aber keinen Sohn. Durch eine besondere Erbregelung bei der Verleihung fiel sein Baronstitel an seine älteste Tochter Mary Rothes Margaret Cecil, die sich ebenfalls für Ägyptologie interessierte.